# Joe O'Toole (basket-ball)
Pour l’article homonyme, voir O'Toole.
Joe O'Toole est un ancien préparateur physique américain de basket-ball ayant exercé en NBA dans l'équipe des Atlanta Hawks de 1969, date de l'arrivée des Hawks à Atlanta à 1997. Il fut lauréat du J. Walter Kennedy Citizenship Award en 1995. Il existe le Joe O’Toole NBA Athletic Trainer of the Year Award, récompensant le meilleur préparateur physique de NBA.